# Eugène Rousse
Pour les articles homonymes, voir Rousse.
Eugène Rousse est un historien réunionnais né le 5 mars 1928 à Saint-Denis (La Réunion) et mort le 3 décembre 2019 à La Possession.

## Biographie
Issu d’une fratrie de treize enfants, Eugène Rousse grandit à Saint-Denis, dans un premier temps à La montagne puis en ville à partir de 1939, où il obtient son baccalauréat au lycée Leconte-de-Lisle en 1945, année où il réussit également le concours d’entrée à l’école normale d’instituteurs. Il part continuer ses études à Aix-en-Provence et revient à La Réunion en 1950 pour être nommé instituteur au Port, où il effectue toute sa carrière professionnelle, d’abord comme instituteur, de 1950 à 1956, puis professeur au collège, de 1957 à 1983, année de sa retraite.
Dès 1949, il adhère au Syndicat national des instituteurs où il siège au niveau départemental pendant 18 ans. Bien qu’adhérent du Parti socialiste pendant 15 ans, il milite toutefois avec le Parti communiste réunionnais et sera même candidat aux élections municipales du Port entre 1962 et 2001 sur différentes listes communistes. Il est conseiller municipal de la commune de 1971 à 2008.
Passionné d’Histoire contemporaine, il publie des ouvrages en hommage à Victor Schœlcher, Théodore Drouhet, Léon de Lépervanche, Raymond Mondon, Raymond Vergès. On lui doit également l’ouvrage La commune du Port a 100 ans, en quatre volumes, ainsi que le controversé Qui a tué Alexis de Villeneuve ?
Il est également l’auteur de nombreuses chroniques dans la presse locale, notamment dans le quotidien communiste Témoignages,,.

## Publications
- Combat des réunionnais pour la liberté, en 4 tomes, CNH, 1994
- Hommage à Victor Schoelcher, Ville du Port, 1994
- Hommage à Théodore Drouhet, Ville du Port, 1995
- La commune du Port a 100 ans, 2 tomes, Graphica, 1995-2000
- Qui a tué Alexis de Villeneuve ?, Les Deux Mondes, 2000
- Hommage à Léon de Lepervanche, Océan Editions, 2007
- Hommage à 7 martyrs réunionnais 1949-1978, Parti Communiste Réunionnais, 2010